# 天成醫療體系
天成醫療體系，為台灣桃園市醫療事業集團，創立於1991年，目前在南桃園地區共擁有楊梅天成醫院（本院區）、楊梅天成醫院（新成院區）、中壢天晟醫院、中壢天祥醫院，共三個院區，總病床數達900床。

## 沿革
天成醫療體系由總裁徐萬興醫師及張育美董事長於1991年創立，發展至今共有中壢天晟醫院及楊梅天成醫院二家教學醫院及二家長期照護中心一家日間照護中心。

## 醫療事業單位
- 天成醫療社團法人天成醫院（楊梅中山北路）
  - 天成醫院附設護理之家（楊梅新成路）
- 天成醫療社團法人天晟醫院（中壢延平路）
  - 天成醫療集團金色時代護理之家（中壢區忠勤街36號）
  - 天成醫療集團金色年代日照中心（中壢區延平路219號）
- 天成醫療社團法人天祥醫院（中壢志廣路）

## 外部連結
- （繁體中文）天成醫療體系 （页面存档备份，存于）
- （繁體中文）中壢天晟醫院 （页面存档备份，存于）
- （繁體中文）楊梅天成醫院 （页面存档备份，存于）